# Kończyna górna

Schemat kończyny górnej

Kończyna górna (łac. extremitas vel membrum superius) – część ciała, na którą składają się:
- ramię,
- łokieć[1],
- przedramię,
- nadgarstek[2],
- ręka[3][4].

Z tułowiem połączona jest obręczą kończyny górnej (barkową). Składa się z trzech odcinków połączonych ze sobą stawami: odcinka bliższego – ramienia, odcinka środkowego – przedramienia i odcinka dalszego – ręki.
W kończynach górnych wyróżnia się: okolicę obręczy barkowej, dół pachowy, ramię, dół łokciowy, przedramię i rękę. Składa się z kości ramiennej, łokciowej, promieniowej, nadgarstka, śródręcza i palców.
U naczelnych ręka posiada stronę grzbietową i dłoń. Skóra dłoni jest nieowłosiona i występują w niej listewki papilarne o swoistym dla danego osobnika przebiegu (kształcie). W ręce wyróżnia się nadgarstek, śródręcze i palce, przy czym I palec (kciuk) jest przeciwstawny pozostałym.